# SEALANE
SEALANE（シーレーン）は、日本のサン・フレイムが所有する腕時計ブランド。

## 製品
SEALANEの腕時計は根本特殊化学製のＮ夜光（スーパールミノバ）が施されている。当ブランドがこだわっている本来の意味は「安全」ということ。